# Air Data Inertial Reference Unit
Air Data Inertial Reference Unit (ADIRU) é um dos componentes principais do Air Data Inertial Reference System (ADIRS), um sistema que fornece informações sobre a velocidade, a altitude, e o posicionamento e comportamento de uma aeronave ao Electronic Flight Instrument System (EFIS; Sistema de Instrumentos Electrónicos de Voo), para além de outros como o comportamento dos motores, piloto automático, controlo de voo e trem de aterragem. 